# Jérémy Villeneuve
Pour les articles homonymes, voir Villeneuve.
Jérémy Villeneuve, né le 25 avril 1994 à Paris, est un footballeur international mauricien qui évolue au poste de milieu de terrain. Il joue au sein de l'US Créteil-Lusitanos.
Il joue son premier match en équipe nationale le 24 mars 2017 contre les Comores.

## Biographie

### En club
Jérémy Villeneuve est préformé à l'INF Clairefontaine, puis évolue avec les équipes réserves du RC Strasbourg, de l'En avant Guingamp et du Stade de Reims.
Il rejoint ensuite en 2014 la JA Drancy, puis l'US Ivry en 2016 et Le Puy Foot en 2018.
Le 23 juin 2019, il rejoint le Bourges Foot 18.

### En sélection
Villeneuve est d'origine mauricienne par sa mère, et rejoint la sélection nationale par l’intermédiaire de Kévin Bru, lui aussi international mauricien.
Villeneuve dispute son premier match international avec Maurice le 24 mars 2017 contre les Comores, dans le cadre du tour préliminaire des qualifications à la CAN 2019. Le match se solde par une défaite 2-0 des Mauriciens. Au match retour, Maurice obtient un match nul (1-1) mais est quand même éliminée.
Avec l'équipe de Maurice, il dispute aussi la Coupe COSAFA en 2017 (où Maurice termine à la troisième et avant-dernière place de son groupe), les qualifications à la Coupe du Monde 2022 (où Maurice est éliminée par le Mozambique), et du tour préliminaire des qualifications à la CAN 2021, où Maurice est éliminée par Sao Tomé-et-Principe.